# ظاهرة فاي

ظاهرة فاي حيث تظهر مجموعة من الصور الثابتة علي أنها شكل متحرك

ظاهرة فاي (بالإنجليزية: phi phenomenon)‏ هي ظاهرة خداع بصري، حيث تظهر مجموعة من الصور الثابتة، والتي تعرض بشكل سريع جدًا علي أنها شكل متحرك.
وصف ماكس يرثيمر (Max Wertheimer) هذه الظاهرة عام 1912، وتعد هذه الظاهرة بجانب ظاهرة استدامة الرؤية (Persistence of vision)، جزء من عملية توقع الحركة أو الإدراك الحركي (Motion perception).
تتشابة ظاهرة فاي مع حركة بيتا (beta movement) حيث أن كل منهما يسبب إدراك وتوقع الحركة، إلا أنه وعلى الرغم من ذلك فإن ظاهرة فاي تتمثل في الحركة الظاهرة الناجمة عن إشارات بصرية مضيئة ومتسلسلة، في حين أن حركة بيتا هي الحركة الظاهرة الناجمة عن إشارات مضيئة لكنها ثابتة.